# Культовий фільм
Ку́льтовий фі́льм — стрічка, довкола якої шанувальниками часто створюється деяке культоподібне шанування, що триває десятиліттями після прем'єри фільму в кінотеатрах. Це може проявлятися в регулярних переглядах, ритуалах при спільному перегляді («Брати Блюз», Різдвяні канікули , Сам удома), цитуванні («Міміно», «Кримінальне чтиво»), і аж до створення субкультури і навіть релігії на основі вигаданого світу («Зоряні війни»). Іноді шанувальники зустрічаються на костюмованих вечірках (англ. conventions), в яких можуть брати участь актори і творці фільму як Закумарені (Друзі).
Важливо відзначити, що більшість культових фільмів має успіх тільки серед порівняно невеликої групи шанувальників, а багато комерційно успішних мейнстримних фільмів культовими зазвичай не є.
Як правило, культовим є фільм, що відкрив нову епоху в історії кінематографа, якісно відрізняється від попередніх фільмів і є проривом для свого часу.